# Antonio José Plaza
Antonio José Plaza (Mar del Plata, 21 de diciembre de 1909 - La Plata, 11 de agosto de 1987) fue un sacerdote católico argentino, que ejerció como arzobispo de La Plata, y es especialmente recordado por haber apoyado los crímenes políticos de la dictadura argentina de 1976-1983.

## Biografía
Nació en Mar del Plata y estudió en el Seminario de La Plata, donde se ordenó presbítero en diciembre de 1934. Fue profesor en ese seminario, y posteriormente llegó a ser rector del mismo. Tuvo un hermano que también fue sacerdote, y ejerció como párroco en Bragado.
En mayo de 1950 fue nombrado obispo auxiliar de Azul (Buenos Aires), cargo al que accedió en el mes de julio, tras ser consagrado obispo titular de Dobero, una antigua diócesis ubicada en lo que hoy es Macedonia del Norte. Asumió como obispo diocesano de Azul —el segundo en ocupar ese cargo— en octubre de 1953.
Fue nombrado arzobispo de La Plata el 14 de noviembre de 1955. Entre los obispos que ordenó durante su arzobispado se cuentan los después cardenales Raúl Primatesta y Eduardo Pironio, el arzobispo Eduardo Pironio y Jerónimo Podestá, el primer obispo argentino en abandonar los hábitos para casarse.
Fundó el Instituto Superior del Profesorado "Juan Nepomuceno Terrero" de La Plata en 1959 y tuvo una actuación destacada en la disputa conocida como Laica o libre. También fue fundador de la Universidad Católica de La Plata y del Instituto de Teología que actualmente lleva su nombre, también en La Plata. Durante muchos años fue presidente de la Comisión Episcopal de Educación Católica.
Durante su gestión tuvo importantes actuaciones políticas y mantuvo entrevistas secretas con el depuesto presidente Juan Domingo Perón. Posteriormente, durante el Proceso de Reorganización Nacional tuvo muchos contactos con las fuerzas represivas, en particular con el jefe de la Policía de la Provincia de Buenos Aires, Ramón Camps. Se negaba sistemáticamente a interceder por los desaparecidos, e incluso encubrió el asesinato de un sobrino, hijo de su hermano.
Fue acusado de "entregar" decenas de militantes políticos y de fuerzas guerrilleras; desde noviembre de 1976 era también capellán de la policía provincial. Desde ese cargo visitaba centros clandestinos de detención. Entre sus víctimas se contó un sacerdote a quien le negó la autorización para abandonar los hábitos, y que fue asesinado meses después de haberse casado contra la opinión del arzobispo, en 1976.
En 1983 apoyó la candidatura de Herminio Iglesias a la gobernación de la Provincia de Buenos Aires por el Partido Justicialista, lo que fue muy criticado incluso dentro de la Iglesia Católica. Fue separado de su cargo como capellán por decreto del presidente Raúl Ricardo Alfonsín a fines de ese mismo año. Apoyó la Ley de autoamnistía N.º 22.924 cuando ésta fue derogada, y se opuso al Juicio a las Juntas, argumentando que se trababa de una "revancha de la subversión". En 1984 fue uno de los quince sacerdotes incluidos en la lista de represores citados por la CONADEP en su libro Nunca Más, y poco después fue denunciado penalmente por el delito de encubrimiento de torturas y privación ilegal de la libertad, y por el de violación de los deberes de funcionario público.
Se retiró de su cargo de arzobispo el 18 de diciembre de 1985, y falleció el 11 de agosto de 1987.